# Fernando Gabriel Sosa
Fernando Gabriel Sosa (geboren 1974 in Córdoba, Argentinië) is een illustrator, scenarioschrijver en storyboard-artiest met ervaring in animatie en stripboeken. Hij staat bekend om zijn werk aan animatieseries en culturele projecten.

## Stripboeken en culturele activiteiten
Sosa speelt een belangrijke rol binnen de stripwereld van Córdoba. Hij organiseerde het programma «Comicazo» op de Feria del Libro y de Conocimiento in Córdoba in 2014 en 2015, waarmee hij stripboeken als belangrijk cultureel medium promootte. Daarnaast coördineerde hij in 2015 de «Dag van de Humor» in het Cultureel Centrum van Córdoba en het festival «Kidcómic» in 2016.

## Ondersteuning van stripwetgeving
In 2012 stelde Sosa een nationale wet voor ter bevordering en bescherming van Argentijnse stripboeken. Dit voorstel werd ingediend bij het Argentijnse nationale Congres onder protocolnummer «Expediente 0502-D-2014». Hoewel de wet niet werd aangenomen, benadrukte het voorstel de culturele waarde van Argentijnse stripboeken.

## Internationale samenwerkingen
Sosa werkte samen met diverse internationale uitgevers, waaronder Barricada Cómics in Argentinië en Wi-Fi Digital Press in het buitenland, en werkte samen met artiesten uit Latijns-Amerika en Europa.

## Werk in animatie
Sinds 2022 werkt Sosa als storyboard-artiest voor de animatieserie Booba, geproduceerd door de Britse studio 3D Sparrow en wereldwijd uitgebracht op Netflix. Deze kinderserie staat bekend om zijn komische stijl en het ontbreken van dialogen, met de avonturen van een nieuwsgierig personage in dagelijkse situaties. Sosa's bijdrage was essentieel voor de productie van de recentste afleveringen.